# 约瑟普·舒塔洛
约瑟普·舒塔洛（2000年2月28日—），生于波黑查普利纳，克罗地亚男子足球运动员，司职后卫。現效力於荷甲球隊阿積士，克羅地亞國家足球隊成員。他曾代表克罗地亚国家队参加2022年国际足联世界杯。